# Museo de Leyendas y Tradiciones
El Museo de Leyendas y Tradiciones "Coronel Joaquín de Arrechavala" es un museo histórico y cultural ubicado en la ciudad de León, la segunda ciudad en importancia de Nicaragua. 
El edificio del museo fue una vez una cárcel tristemente célebre, conocida como "La 21'", donde fueron torturados muchos prisioneros en el período entre 1921 y 1979 con el derrocamiento de la dictadura de Anastasio Somoza Debayle por los guerrilleros sandinistas. 
Hoy en día, las celdas de la antigua cárcel están acondicionados como salas de exposición en donde se muestran las tradiciones y leyendas nicaragüenses a través de la ilustración de títeres; mientras que, las pinturas murales retratan cómo sufrieron los prisioneros torturados. 
El museo cobra una cuota de admisión y una visita guiada está disponible a sus visitantes nacionales y extranjeros.